# Zenkovci
Zenkovci – wieś w Słowenii, w gminie Puconci. W 2018 roku liczyła 351 mieszkańców.